# Makassar
Makassar è la capitale della provincia indonesiana del Sulawesi Meridionale. Gode dello statuto di municipalità (kota).
Il suo importante porto è sede di numerosi scambi commerciali, specialmente con l'Australia; la città possiede inoltre un'università e un aeroporto. Le attività industriali riguardano principalmente i settori alimentare, tessile e meccanico.
Dal 1971 al 1999, sotto il lungo regime del presidente Suharto, Makassar era stata ribattezzata Ujung Pandang.

## Storia
Il termine Makassar designa, insieme alla città, anche un'etnia omonima, che abita la regione circostante: un popolo di marinai, che, ai tempi del regno di Gowa (dal nome del palazzo, oggi trasformato in museo, sito nella parte meridionale della città), avevano anche costruito una notevole potenza marittima, e raggiunsero, spesso, le coste settentrionali dell'Australia (da loro chiamata Marage). Per un lungo periodo, infatti, lo Stato indipendente, visitato inizialmente dai navigatori portoghesi, aveva saputo conservare una sostanziale libertà di commercio, concedendo ad ogni navigatore il diritto di commerciare in città.
Lo stato di Makassar era un corpo composito che fondeva due entità politiche distinte, un bellicoso regno agrario, Gowa, e un piccolo principato volto al commercio marittimo, Tallo. L'entroterra produceva un surplus di riso che veniva scambiato con la noce moscata, il macis e i chiodi di garofano presso Malacca o le Isole delle Spezie. Questi erano a loro volta scambiati stoffe, porcellana e altri prodotti manifatturieri provenienti dalla Cina dall'India e da altri luoghi. Gran parte di questo commercio era nelle mani di mercanti malesi musulmani che erano fuggiti verso est per evitare la pressione dei portoghesi e poi degli olandesi. Essi furono bene accolti dai governanti locali e sembrano aver goduto di diritti "di extraterritorialità" per se stessi e i propri beni. Vi era anche un vasto commercio di schiavi, con gran parte della domanda che proveniva dalle piantagioni di pepe a Giava e Sumatra. La posizione di Makassar, a metà strada tra lo stretto di Malacca e le Isole delle Spezie, ne fece un fondaco per generi preziosi come il legno di sandalo da Timor e i gusci di tartaruga e altri prodotti marini raccolti dagli Orang Laut.
Le opportunità commerciali attiravano operatori europei e asiatici, i quali venivano accolti dagli abitanti del posto sulla base di una mirabile tolleranza "non discriminatoria". Pesi e misure furono standardizzati e venne emessa una moneta aurea stabile. La fusione dei due regni divenne particolarmente stretta nell'ultimo decennio del Cinquecento, quando Matoaya, il re di Tallo, era anche il cancelliere primo ministro del re di Gowa, che era suo nipote. Questo uomo degno di nota fu l'artefice del periodo d'oro di Makassar nella prima metà del XVII secolo. Assillato sia dai musulmani sia dai cristiani affinché abbandonasse il tradizionale animismo del suo popolo e si convertisse all'una o all'altra religione, nel 1603 Matoaya scelse l'Islam, ma di un genere particolarmente tollerante ed eclettico, mentre suo nipote avrebbe governato come sultano Alauddin dopo la sua morte. Il popolo ne seguì l'esempio con una certa riluttanza, ma senza l'uso della forza da parte dei governanti.
Mentre questi eventi avevano luogo, la Compagnia olandese delle Indie orientali stava portando avanti la sua politica di genocidio nelle Isole Banda e nelle Molucche e cercava di imporre il proprio monopolio su tutto il commercio della noce moscata, del macis e dei chiodi di garofano. L'unico sbocco per le spezie di "contrabbando" era Makassar, che così crebbe in importanza sia per i portoghesi e la Compagnia delle Indie Orientali inglese, sia per i commercianti asiatici. Gli inglesi consideravano la loro manifattura a Makassar come "uno dei fiori più ricercati nel nostro giardino". Quando gli olandesi pretesero che Makassar cessasse ogni commercio con le Isole delle Spezie, il sultano Alauddin rifiutò recisamente.
Questa politica della porta aperta naturalmente portò a Makassar mercanti da ogni dove, tra cui un numero crescente di portoghesi man mano che si acuiva la minaccia olandese contro Malacca. Nonostante la loro fedele adesione all'Islam, i governanti locali permisero la costruzione di chiese cristiane, che divennero la sede di vari ordini monastici dopo la caduta di Malacca in mano agli olandesi nel 1641. Matoaya era morto nel 1637, seguito subito dopo dal sultano Alauddin, ma l'unione fu rinnovata nella successiva generazione dal figlio di Matoaya, Pattingaloang, nella veste di cancelliere, e dal figlio di Alauddin, il sultano Mohammed Said. Pattingaloang fu una figura veramente straordinaria: parlava correntemente portoghese e conosceva il francese e lo spagnolo, così come l'arabo e il malese. Egli nutriva un profondo interesse per la matematica, come per la scienza e la tecnologia occidentali. Non sorprende che, alla luce dell'ostilità olandese, fosse ansioso di acquisire le più moderne armi e tecniche di fortificazione da inglesi e portoghesi.
Con tale potenziamento dell'equipaggiamento, insieme al loro leggendario spirito guerriero, gli abitanti di Makassar, "i galli da combattimento dell'Oriente", come li chiamavano sprezzantemente gli olandesi, erano nemici assai formidabili perfino per le potenze europee. La VOC, tuttavia, fu implacabile, rendendosi conto che l'unico modo per conseguire il monopolio del commercio delle spezie a lungo cercato era quello di eliminare Makassar come potenza indipendente. Gli olandesi quindi strinsero un'alleanza con un principe guerriero bugis scontento, di nome Arung Palakka, che era arrivato a Batavia con i suoi seguaci dopo una fallita rivolta a Sulawesi. Al servizio dell'esercito della VOC a Giava, a quanto sembra, egli acquisì una grande padronanza non solo nell'uso ma anche nella fabbricazione delle armi da fuoco. Con il suo aiuto, la VOC conquistò Makassar in due ardue campagne nel 1667 nel 1669, deponendo il sultano ed espellendo tutti concorrenti europei. Arung Palakka fu messo sul trono nella parte meridionale di Sulawesi, dove governò in modo autocratico fino alla morte nel 1696. Il monopolio delle spezie nell'arcipelago orientale era finalmente assicurato alla VOC.
Questa situazione durò sino al 1848, allorché Makassar ottenne lo statuto di 'porto libero', sul modello della britannica Singapore.

## Società

### Religione
La religione prevalente è l'islam, tuttavia la città è sede di un arcivescovado cattolico.

### Educazione
È sede dell'università di Hasanuddin.